# تظاهرات علیه جنگ عراق
از اواخر سال ۲۰۰۲، و پس از تهاجم سال ۲۰۰۳ به عراق، تظاهرات گسترده‌ای علیه جنگ عراق در بسیاری از شهرهای جهان برگزار شد که اغلب به‌طور همزمان در سرتاسر جهان برگزار می‌شد. پس از بزرگترین سلسله تظاهرات، در ۱۵ فوریه۲۰۰۳، نویسنده نیویورک تایمز، پاتریک تایلر، ادعا کرد که آنها نشان دادند که دو ابرقدرت روی کره زمین وجود دارد: ایالات متحده و افکار عمومی سراسر جهان.
این تظاهرات علیه جنگ عمدتاً توسط سازمان‌های ضد جنگ سازماندهی می‌شد که بسیاری از آنها در مخالفت با تهاجم به افغانستان تشکیل شده بودند. در برخی از کشورهای عربی تظاهرات توسط دولت سازماندهی شد. اروپا شاهد بزرگترین بسیج معترضان از جمله تظاهرات سه میلیون نفری در رم بود که در کتاب رکوردهای گینس به عنوان بزرگترین تظاهرات ضد جنگ تاکنون ثبت شده‌است.
به گفته آکادمیک فرانسوی دومینیک رینیه، بین ۳ ژانویه تا ۱۲ آوریل۲۰۰۳، ۳۶ میلیون نفر در سراسر جهان در تقریباً ۳۰۰۰ تظاهرات علیه جنگ عراق شرکت کردند.
در ایالات متحده، حتی اگر از تظاهرکنندگان طرفدار جنگ نقل شده‌است که به اعتراضات ضد جنگ به عنوان یک «اقلیت صدادار» اشاره می‌کنند، نظرسنجی گالوپ که در ۱۴ سپتامبر۲۰۰۷ به روز شد، بیان می‌کند: "از تابستان ۲۰۰۵، مخالفان جنگ بیشتر از حامیانش بوده‌است. اکثریت آمریکایی‌ها معتقدند که جنگ یک اشتباه بوده‌است.»
از تظاهرات قبل و در طول جنگ عراق، این یکی از بزرگترین اعتراضات صلح جهانی بود که در اوایل قرن بیست و یکم، از زمان اعتراضات قرن بیستم به جنگ ویتنام، رخ داد. با وجود اینکه ایالات متحده قبلاً نیروهای خود را تا دسامبر۲۰۱۱ از عراق خارج کرده بود، تظاهرات ضد جنگ دیگری به رهبری کهنه سربازان جنگ عراق، در ماه مه۲۰۱۲ در شیکاگو درجریان نشست سران ناتو در منطقه حیات در رابطه با جنگ در افغانستان برگزار شد.

## دامنه و تأثیر در ایالات متحده
نظرسنجی گالوپ در مارس ۲۰۰۳ که در چند روز اول جنگ انجام شد، نشان داد که ۵ درصد از مردم در مقابل جنگ اعتراض کرده‌اند یا مخالفت عمومی کرده‌اند، در حالی که ۲۱ درصد در یک راهپیمایی شرکت کردند یا برای حمایت از جنگ نمایش عمومی دادند. یک نظرسنجی خبری ای بی سی نشان داد که ۲درصد در تظاهرات ضد جنگ و ۱ درصد در تظاهرات طرفدار جنگ شرکت کرده‌اند. تظاهرات ۲۰درصد بیشتر مخالف جنگ و ۷درصد بیشتر از آن حمایت کردند.یک نظرسنجی فاکس نیوز نشان داد که در حالی که ۶۳ درصد نظر نامطلوب نسبت به معترضان داشتند، تنها ۲۳درصد نظر مثبت داشتند. بر اساس تحقیقات پیو، ۴۰ درصد در مارس ۲۰۰۳ گفتند که از مخالفان جنگ «بیش از حد» شنیده‌اند در مقابل ۱۷ درصد که گفته‌اند «خیلی کم».
برخی ناظران خاطرنشان کرده‌اند که اعتراضات علیه جنگ عراق در مقایسه با اعتراضات علیه جنگ ویتنام نسبتاً کوچک و نادر بوده‌است. یکی از عواملی که اغلب برای این امر ذکر می‌شود، عدم سربازی اجباری است.

## قبل از حمله به عراق
گفته می‌شود که این اعتراضات بزرگترین اعتراضات صلح جهانی قبل از شروع واقعی جنگ است. جنبش صلح با جنبش ناشی ازجنگ ویتنام مقایسه می‌شود.

### سپتامبر ۲۰۰۲
در ۱۲ سپتامبر۲۰۰۲، رئیس‌جمهور ایالات متحده جورج دبلیو بوش در مجمع عمومی سازمان ملل متحد سخنرانی کرد. در خارج از ساختمان سازمان ملل، بیش از ۱۰۰۰ نفر در تظاهراتی که توسط «رای دهندگان مارس» و «بدون خون برای نفت» سازماندهی شده بود شرکت کردند.
در ۲۴ سپتامبر، تونی بلر سندی را منتشر کرد که در آن پرونده بریتانیا برای جنگ در عراق توضیح داده شد. سه روز بعد، یک تظاهرات ضد جنگ در لندن حداقل ۱۵۰۰۰۰ نفر را به خود جلب کرد.
در ۲۹ سپتامبر، تقریباً ۵۰۰۰ معترض ضد جنگ در واشینگتن دی سی یک روز پس از تظاهرات ضد صندوق بین‌المللی پول گرد هم آمدند.

### اکتبر ۲۰۰۲
در ۲اکتبر، روزی که پرزیدنت بوش قطعنامه مشترک کنگره مبنی بر مجوز جنگ را امضا کرد، تظاهراتی در مقیاس کوچک در شیکاگو برگزار شد که با حضور حدود ۱۰۰۰ نفر که به سخنرانی‌های جسی جکسون و جسی جکسون گوش دادند. باراک اوباما، سناتور ایالت ایلینوی آن زمان. بیانیه اوباما: «من با همه جنگ‌ها مخالف نیستم. من با جنگ‌های احمقانه مخالفم.» در آن زمان به سختی مورد توجه قرار گرفت، اما در جریان انتخابات مقدماتی ریاست‌جمهوری دموکرات‌ها در سال ۲۰۰۸ زمانی که اردوگاه اوباما از آن برای نشان دادن شجاعت و قضاوت خوب خود در مورد جنگ استفاده کرد، به شهرت.
در ۷اکتبر، بوش یک سخنرانی مهم در توجیه حمله به عراق در مرکز موزه سینسیناتی در ترمینال اتحادیه ایراد کرد. در خارج، حدود ۳۰۰۰ نفر برای اعتراض به جنگ پیش رو تجمع کردند. بعداً، چند صد معترض که خروجی‌های مرکز موزه را مسدود کرده بودند توسط پلیس سوار شده متفرق شدند و شش نفر دستگیر شدند.
در ۲۶ اکتبر، اعتراضات در شهرهای مختلف جهان برگزار شد. بیش از ۱۰۰۰۰۰ نفر در تظاهرات در واشینگتن شرکت کردند. ۵۰۰۰۰ نفر در تظاهراتی در سانفرانسیسکو شرکت کردند. هر دو اعتراض توسط ائتلاف ائتلاف پاسخ فراخوانی شد.
در ۳۱ اکتبر، حدود ۱۵۰ تظاهرات در سراسر بریتانیا، از جمله دوچرخه سواری، اشغال، و تظاهرات گسترده در برایتون، منچستر، گلاسکو و لندن در سراسر بریتانیا برگزار شد. تظاهرات در آمریکا نیز برگزار شد.

### نوامبر ۲۰۰۲
در ۹ نوامبر، تظاهراتی علیه جنگ در پایان اولین مجمع اجتماعی اروپا در فلورانس ایتالیا برگزار شد. به گفته برگزارکنندگان، ۱۰۰۰۰۰۰ نفر در این مراسم حضور داشتند. مقامات محلی تعداد شرکت کنندگان را ۵۰۰۰۰۰ نفر اعلام کردند.
روز شنبه، ۱۶ نوامبر، در کانادا تظاهرات ضد جنگ با حدود ۲۰۰۰ نفر در پارک کوئینز در تورنتو برگزار شد.
در ۱۷ نوامبر، یک ائتلاف بزرگ ضد جنگ، راهپیمایی صلح را در ونکوور از پارک شعله صلح به عنوان بخشی از روز اقدام متقابل کانادا برگزار کرد. در ونکوور، حدود ۳۰۰۰نفر زیر باران جمع شدند. آنها گفتند که واشینگتن باید هرگونه شکایت از دولت‌های خارجی را به سازمان ملل ببرد. بسیاری کاخ سفید را متهم کردند که صدام حسین را هدف قرار داده‌است تا بتواند ذخایر ارزشمند نفت را تحت کنترل درآورد. حدود ۱۰۰۰نفر در میان بارانی از گلوله‌های یخ در مونترال راهپیمایی کردند و حدود ۵۰۰نفر در تاری برف سفید در تپه پارلمان حاضر شدند. تظاهرات در چندین شهر دیگر از جمله هالیفاکس، وینیپگ و ادمونتون برگزار شد.

### ژانویه ۲۰۰۳
در ۱۶ ژانویه۲۰۰۳، تظاهراتی در سراسر جهان در مخالفت با جنگ با عراق برگزار شد، از جمله در ترکیه، مصر، پاکستان، ژاپن، بلژیک، هلند، آرژانتین، و ایالات متحده، که در آن آمریکایی‌ها در تظاهراتی در واشینگتن دی سی شرکت کردند. پلیس پارک ایالات متحده، که بر فعالیت‌ها در مرکز خرید ملی نظارت می‌کند، پس از تهدید سازمان‌دهندگان راهپیمایی میلیون نفری، ارائه تخمین‌هایی را دربارهٔ حجم جمعیت متوقف کرد، اما گفت که سازمان‌دهندگان تظاهرات فقط برای ۳۰۰۰۰تظاهرکننده مجوز داشتند.

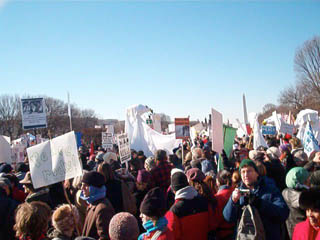
تظاهرات صلح ۱۸ ژانویه در واشینگتن دی سی

در ۱۸ ژانویه، تظاهرات ضد جنگ، با تمرکز ویژه اما نه منحصراً بر جنگ مورد انتظار با عراق، در روستاها، شهرها و شهرهای سراسر جهان از جمله توکیو، مسکو، پاریس، لندن، دوبلین، مونترال، اتاوا، تورنتو برگزار شد. کلن، بن، گوتنبرگ، فلورانس، اسلو، روتردام، استانبول و قاهره. در نیوزیلند، هزاران نفر در دوندین و کرایست چرچ تظاهرات کردند، در حالی که در اوکلند معترضان در ۲۸ ژانویه در پایگاه دریایی دوونپورت تجمع کردند و با استقرار ناو به خلیج مخالفت کردند.
نه به نام ما و ائتلاف پاسخ به‌طور مشترک اعتراضاتی را در واشینگتن دی سی و سانفرانسیسکو سازماندهی کردند. اعتراضات دیگری در سرتاسر ایالات متحده از جمله مکان‌های مختلف کوچکتر مانند لینکلن، نبراسکا برگزار شد.
بیش از ۵۰۰۰۰نفر در سانفرانسیسکو تظاهرات کردند. روز با یک تجمع در اسکله در ساعت ۱۱صبح آغاز شد و پس از آن راهپیمایی از خیابان مارکت به سمت مرکز مدنی انجام شد.
در سیاتل، یک تظاهرات غافلگیرکننده در یک شنبه آفتابی بیش از ۴۵۰۰۰ نفر (گزارش‌های سازمان‌دهنده و ناظران) از مرکز سیاتل (پس از چندین سخنرانی) به سمت ایستگاه کینگ استریت راهپیمایی کردند-رسانه‌های محلی همگی با تعداد بی‌معنی جمعیت از ۲۰۰تا ۱۵۰۰نفر مردم هنوز نقطه شروع را در مرکز سیاتل تخلیه می‌کردند، در حالی که جلوی راهپیمایی در ایستگاه خیابان کینگ، نقطه پایانی راهپیمایی انباشته شده بود. بیش از ۵ مایل از مردم ثابت -همان‌طور که توسط یک عکس هوایی با حسن نیت ارائه شده نشان داده شد، دامنه واقعی راهپیمایی را نشان داد. اکثر رسانه‌ها با گرفتن عکس در جلوی رژه، در زمینی صاف، که معمولاً تنها چند صد نفر را نشان می‌دادند، اعداد را کم‌اهمیت جلوه دادند. بنا به دلایلی هیچ سخنران منتظر جمعیتی ۵۰۰۰۰نفری نبود - به سادگی پایان یافت… خریداران و پیاده‌روهای معمولی به جمعیت ملحق شدند - بزرگترین راهپیمایی از هر نوع در تاریخ سیاتل در آن زمان (که با راهپیمایی زنان در سیاتل در سال۲۰۱۷).
در واشینگتن، «حداقل ده‌ها هزار»، مردم در سراسر شهر تظاهرات کردند و با تجمعی در مرکز خرید به پایان رسید. از جمله سخنرانان، کشیش بود. جسی جکسون که به جمعیت گفت : "ما اینجا هستیم زیرا همزیستی را بر نابودی انتخاب می‌کنیم."
این تظاهرات همزمان با ۱۵ژانویه، تولد مارتین لوتر کینگ جونیور برنامه‌ریزی بود.

### فوریه ۲۰۰۳
در ۱۵ فوریه، میلیون‌ها نفر در حدود ۸۰۰ شهر در سراسر جهان تظاهرات کردند. در کتاب رکوردهای گینس در سال ۲۰۰۴ به عنوان بزرگترین اعتراض در تاریخ بشر فهرست شده‌است، اعتراضاتی در میان سایرین در بریتانیا، ایتالیا، اسپانیا، آلمان، سوئیس، جمهوری ایرلند، ایالات متحده، کانادا، استرالیا، آفریقای جنوبی، سوریه، هند، روسیه، کره جنوبی، ژاپن و حتی ایستگاه مک مردو در قطب جنوب. شاید بزرگترین تظاهرات این روز در لندن رخ داد، با تجمع بیش از یک میلیون معترض در هاید پارک. سخنرانان شامل کشیش جسی جکسون، کن لیوینگستون شهردار لندن و چارلز کندی رهبر لیبرال دموکرات‌ها بودند. تظاهرات بزرگی که شاید حدود یک میلیون نفر نیز در آن شرکت کردند، در مادرید برگزار شد.

### مارس ۲۰۰۳
در ۱ مارس، پیت سیگر، باربارا دین، جوانان سونیک، کهنه سربازان ویتنام علیه جنگ هندوانه اسلیم (بیل هومنز) و جو بنگرت و دیگران در اعتراض به حمله دوم به عراق در ۱۹ مارس، در میخانه جو، یکی از شش مکان تفریحی در تئاتر عمومی نیویورک.
در ۸ مارس، سه راهپیمایی جداگانه در تالار شهر منچستر، بریتانیا گرد هم آمدند. تخمین‌های رسمی تعداد شرکت‌کنندگان را ۱۰۰۰۰ نفر اعلام می‌کند (اگرچه این مورد توسط سازمان‌دهندگان مورد مناقشه قرار گرفت)، که آن را به بزرگترین تظاهرات سیاسی در شهر از زمان کشتار پیترلو در سال ۱۸۱۹ تبدیل می‌کند.

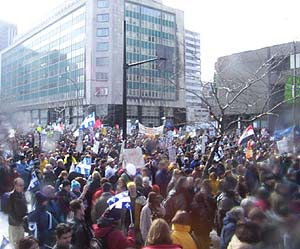
معترضان مقابل مجتمع گای فاورو در مونترال

در ۱۵ مارس، شهرهای اسپانیا و ایتالیا برخی از بزرگترین شرکت‌کنندگان را علیه موضع دولت‌های طرفدار جنگ نشان دادند، با بیش از ۴۰۰۰۰۰معترض در میلان، بیش از ۳۰۰۰۰۰ در بارسلونا که زنجیره انسانی مایل‌ها را تشکیل دادند و بیش از ۱۲۰۰۰۰ در مادرید. راهپیمایی‌ها همچنین در سویا، آرانخوئز، پالنسیا و جزایر قناری برگزار شد.
گفته می‌شود که بسیاری از اعتراضات یک ماه پیش در همان شهرها کوچکتر بوده‌است. استثناء مونترال بود که مشارکت خود را به ۲۰۰۰۰۰ نفر رساند و دوبلین که ۱۳۰۰۰۰ شرکت کننده در آن شرکت کردند. حضور در مونترال ممکن است مربوط به همبستگی علیه احساسات ضد فرانسوی آمریکایی باشد که موضوع مشترک بسیاری از معترضان بود. ۱۵۰۰۰ نفر دیگر در شهر کبک تظاهرات کردند. ۵۵۰۰۰ نفر در پاریس و ۴۵۰۰ تا ۱۰۰۰۰ در مارسی تظاهرات کردند. ۱۰۰۰۰۰ نفر در برلین تظاهرات کردند، حدود ۲۰۰۰۰ نفر در آتن تظاهرات کردند، نزدیک به ۱۰۰۰۰ نفر در توکیو تظاهرات کردند، و ده‌ها هزار نفر در واشینگتن دی سی. سازمان دهندگان ادعا کردند که بین ۳۰۰۰۰ تا ۴۵۰۰۰ نفر شرکت کردند، در حالی که اورگنین و آسوشیتد پرس حدود ۲۰ تا ۲۵ نفر تخمین زدند. شرکت کردند، نزدیک به تعداد افرادی که در پورتلند در اعتراض ۱۸ ژانویه شرکت کردند. هزاران نفر دیگر در شهرهای سراسر جهان از جمله بانکوک، سئول، هنگ کنگ، امان، شیکاگو، کلکته، وملبورن، کرایست چرچ، داندین، پاریس، لندن، پورتسموث، لیدز ،یورک، اکستر، نیوکاسل آپون تاین، فرانکفورت، نورنبرگ، زوریخ، کپنبرگ راهپ ین
در ۱۶ مارس، بیش از ۶۰۰۰ مراسم شمع‌افروزی برای صلح در بیش از صد کشور برگزار شد.
در ۱۹ مارس، ده‌ها هزار دانش‌آموز در سراسر بریتانیا دست از کار کشیدند.
در بیرمنگام ۴۰۰۰ دانش‌آموز اعتصابی (تخمین بی‌بی‌سی) تظاهراتی برگزار کردند که در میدان ویکتوریا به پایان رسید. اگرچه برخی گزارش‌ها مبنی بر پرتاب سکه از سوی برخی از دانش‌آموزان وجود داشت، پلیس میدلندز غربی گفت که تظاهرات‌ها «به جای پرشور» بوده و هیچ بازداشتی صورت نگرفت. تظاهرات بعداً به پارک کانن هیل ادامه یافت. پسر لرد هانت، وزیر بهداشت که در جریان راهپیمایی کار خود را ترک کرد، در میان دانش آموزان حاضر بود.
در یورکشایر غربی، حدود ۵۰۰دانش‌آموز (تخمین بی‌بی‌سی) از مدرسه گرامر ایکلی خارج شدند که طبق گزارش‌ها یک سوم دانش‌آموزان است. در برادفورد تا ۲۰۰دانش آموز (تخمین بی‌بی‌سی) در میدان سده جمع شدند.
تظاهرات همچنین در مرکز شهر در لیدز و هورسفورث برگزار شد.
تظاهرات بزرگی در وست مینستر، جایی که دانش آموزان مدرسه لندن تجمع کردند، برگزار شد.
در منچستر، ۳۰۰دانش آموزان دبیرستانی، دانشجویان آموزش تکمیلی و دانشجویان دانشگاه در ساعت ۱۲ظهر در میدان آلبرت گرد هم آمدند. آنها به سمت استودیوهای بی‌بی‌سی راهپیمایی کردند و حدود ساعت۱ بعد از ظهر در جاده نشستند و بیش از یک ساعت ترافیک را مسدود کردند و تعداد آنها به حدود ۱۰۰۰تظاهرکننده رسید. آنها توسط فعالان ضد جنگ فیلمبرداری شدند و کلیپ‌های ویدئویی توزیع شد. دانشجویان سپس در اطراف مرکز شهر راهپیمایی کردند و حدود ساعت ۴ بعدازظهر به میدان آلبرت بازگشتند و برای ساعاتی در مقابل تالار شهر تظاهرات کردند. کل این رویداد توسط فعالان ضد جنگ با جمع‌آوری دو ساعت فیلم ضبط شده‌است.

## هجوم تا سقوط بغداد

### ۲۰ مارس ۲۰۰۳
یک روز پس از آغاز حمله به عراق، تظاهراتی در شهرهای مختلف جهان برگزار شد. در برخی از شهرهای ایالات متحده، معترضان تلاش کردند تا شهرهای مربوطه خود را ببندند. در آلمان، دانش‌آموزان دست به تجمع گسترده زدند. در لندن تظاهرات گسترده‌ای در مقابل ساختمان پارلمان برگزار شد.

### ۲۱ مارس ۲۰۰۳
تظاهرات برای دومین روز متوالی در شهرهای مختلف ایالات متحده از جمله سیاتل، پورتلند، اورگان، شیکاگو، آتلانتا، جورجیا، سانفرانسیسکو، و لس آنجلس سازماندهی شد. در دو شهر گذشته، تظاهرکنندگان بخش‌هایی از شهر را به روی ترافیک بستند.

### ۲۲ تا ۲۳ مارس ۲۰۰۳

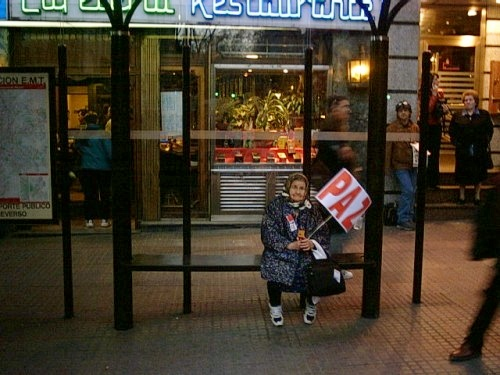
یک زن مسن در مادرید در تظاهرات ۲۳ مارس استراحت می‌کند. پوستر به زبان اسپانیایی می‌گوید «صلح».

رسانه‌ها از ۱۵۰۰۰۰ معترض در بارسلون خبر می‌دهند (منابع دیگر می‌گویند ۱۰۰۰۰۰۰ نفر). بیش از ۱۰۰۰۰۰ (منابع دیگر: حداکثر ۵۰۰۰۰۰) معترض در لندن؛ حدود ۱۰۰۰۰۰ معترض در پاریس؛ حداقل ۱۵۰۰۰۰ معترض در بسیاری از شهرهای آلمان. بین ۳۵۰۰۰ تا ۹۰۰۰۰ در لیسبون؛ حدود ۴۰۰۰۰ نفر در برن، بزرگترین تظاهرات در سوئیس برای چندین دهه. ۱۰۰۰۰ تا ۲۰۰۰۰ در یونان، دانمارک و فنلاند. بر اساس گزارش مجله اینترنتی آلمانی اشپیگل، ۲۵۰ هزار معترض در شهر نیویورک تظاهرات کردند. اعتراضاتی در واشینگتن دی سی برگزار شد. در شیکاگو، معترضان با بستن دریاچه شور درایو، ترافیک را مختل کردند. سی ان ان گزارش داد که راهپیمایی بیش از هزار نفر از معترضان در آتلانتا، جورجیا از کنار مقر آنها گذشت که از پوشش آن شبکه از جنگ ناراحت بود. کانادا نیز در آخر هفته تظاهرات ضد جنگ متعددی را تجربه کرد. انبوهی از تظاهرکنندگان ضد جنگ به خیابان‌های مونترال و تورنتو آمدند. کلگری سه روز تظاهرات (۲۰ مارس تا ۲۲ مارس) برگزار کرد که در راهپیمایی که ساختمان دولت و کنسولگری آمریکا را محاصره کرد، به اوج خود رسید. در شهر ناپل ایتالیا ۱۰۰۰۰ معترض ضد جنگ به سمت پایگاه ناتو در باگنولی راهپیمایی کردند. تظاهرات همچنین در ولینگتون، نیوزیلند برگزار شد. شهرهای بریزبن و هوبارت استرالیا (که متوقف شدند). جاکارتا، اندونزی، جایی که معترضان به سمت سفارت آمریکا تجمع کردند. در سرتاسر کره جنوبی از جمله پایتخت سئول، جایی که راهبان بودایی برای تسکین روحیه تلفات جنگ به ۲۰۰۰ معترض، طبل می‌نواختند. در سراسر هند از جمله ۱۵۰۰۰ در کلکته. بنگلادش که شاهد اعتصاب عمومی بود (تعطیلی بسیاری از مشاغل و مساجد). و ژاپن، از جمله تظاهرات در نزدیکی پایگاه‌های دریایی و هوایی ایالات متحده در جزیره جنوبی اوکیناوا. هزاران معترض، عمدتاً مسلمان، در سراسر قاره آفریقا تظاهرات کردند. صدها (تخمین بی‌بی‌سی) جوان در مومباسا در کنیا راهپیمایی کردند. موگادیشو پایتخت سومالی شاهد اعتراض دانشجویان، دانش‌آموزان قرآنی، زنان و روشنفکران بود. گزارش‌ها از درگیری‌های گسترده بین معترضان و پلیس در کشور خلیج فارس بحرین برای دومین روز حکایت دارد. در پخش زنده جوایز اسکار در سال ۲۰۰۳، چندین مجری و دریافت کننده نظرات مختلفی را علیه جنگ بیان کردند، از سوزان ساراندون که یک علامت صلح ساده به مایکل مور داد و جورج دبلیو بوش را به محض دریافت جایزه محکوم کرد.

### ۲۴ مارس ۲۰۰۳
گزارش‌های رسانه ای حاکی از آن است که حداقل ۲۰۰۰۰دانش آموز مدرسه ای در هامبورگ آلمان تظاهرات کردند. پس از راهپیمایی اعتراضی، درگیری بین پلیس و معترضان در مقابل یک ساختمان آمریکایی درهامبورگ آغاز شد. معترضانی که توسط پلیس عقب رانده شده بودند شروع به پرتاب سنگ کردند که به نوبه خود با ماشین‌های آب پاش واکنش نشان دادند. از آن زمان بحث‌های جدی در مورد سوء استفاده پلیس در هامبورگ وجود داشته‌است و ممکن است پیامدهای سیاسی به دنبال داشته باشد. بعد از ظهر، ۵۰۰۰۰نفر در لایپزیک بدنبال دعاهای سنتی برای صلح در کلیسای نیکولای این شهر تظاهرات مسالمت آمیز کردند. دعا برای صلح و تظاهرات بزرگ متعاقب آن در آن کلیسا هر دوشنبه به سرنگونی دولت جمهوری دموکراتیک آلمان در آلمان شرقی در سال۱۹۸۹ کمک کرد. تظاهرات هفتگی با حمایت کلیساها، اتحادیه‌های کارگری و سایر سازمان‌های مدنی، در اعتراض به تهاجم قریب‌الوقوع عراق دوباره در ژانویه۲۰۰۳ آغاز شد. راهپیمایی‌های اعتراضی بعد از ظهر درشهرهای برلین و فرایبورگ آلمان نیز گزارش شده‌است. در رم، میلان، تورین و دیگر شهرهای ایتالیا، هزاران دانش‌آموز و معلم مدرسه برای تظاهرات علیه جنگ عراق از مدرسه دور ماندند. اتحادیه معلمان گزارش داد که ۶۰درصد تمام مدارس تعطیل است. این اعتصاب هفته‌ها پیش به عنوان نشانه ای علیه لایحه اصلاحات مدارس برنامه‌ریزی شده بود، اما به اعتراضی ضد جنگ تبدیل شد. ۴۰۰معترض ضد جنگ سعی کردند برای صحبت با نخست‌وزیر وارد پارلمان استرالیا در کانبرا شوند که توسط پلیس متوقف شدند. در ایالت آندرا پرادش هند، معترضان مائوئیست به مغازه‌های فروش کوکاکولا و نوشابه‌های آمریکایی حمله کردند. در اندونزی نیز تظاهراتی درمقابل ساختمان‌های ایالات متحده و مغازه‌های فست فود برگزار شد. در مصر، ۱۲۰۰۰دانشجوی دو دانشگاه درقاهره و همچنین ۳۰۰۰نفر در بانکوک پایتخت تایلند تظاهرات کردند. در ریودوژانیرو برزیل ۱۵۰نفر بسمت کنسولگری ایالات متحده سنگ پرتاب کردند.

### ۲۵ مارس ۲۰۰۳
برخی از مردم در سوریه علیه آمریکا، بریتانیا و اسرائیل تظاهرات کردند. این اعتراض مورد تأیید دولت سوریه قرار گرفت. در کشور اسلامی بنگلادش ۶۰۰۰۰نفر تظاهرات کردند. رسانه‌ها همچنین از اعتراضات در مقابل ساختمان پارلمان کره جنوبی خبر می‌دهند که به طرح‌هایی برای وارد کردن نیروهای کره جنوبی به جنگ مرتبط است.

### ۲۷ مارس ۲۰۰۳
صدها معترض در یک نافرمانی مدنی در شهر نیویورک شرکت کردند. در یک «مرگ» که توسط ائتلافM27 (گروه ویژه ای از سازمان‌ها و افراد مختلف ضد جنگ) سازماندهی شده بود، ۲۱۵نفر پس از مسدود کردن تردد در خیابان پنجم در نزدیکی مرکز راکفلر در اعتراض به همکاری رسانه‌های آمریکایی و… دستگیر شدند. دولت. معترضان همچنین در اعتراضی هماهنگ با مضمون «بدون کار معمولی»، تردد در اماکن مختلف شهر را مسدود کردند. تظاهرات درسراسر بریتانیا نیز برگزار شد. حدود ۲۵۰دانشجو (تخمین پلیس) بسمت سفارت آمریکا درمرکز لندن راهپیمایی کردند. ۲۰۰نفر (تخمین پلیس ولز جنوبی) ترافیک مرکز شهر کاردیف را متوقف کردند که منجر به دستگیری حداقل شش نفر شد. یک تظاهرات ضد جنگ در زمان ناهار بر روی پل هامبر در هال برگزار شد که شامل برخی اصطکاک بین رانندگان و معترضان بود. در دری، ده‌ها معترض ضد جنگ به ساختمان شرکت فناوری‌های دفاعی ریتون هجوم بردند و تحصن کردند تا اینکه توسط پلیس حذف شدند. هزاران نفر به تظاهرات در منچستر پیوستند.

### ۲۸ مارس ۲۰۰۳
اعتراضات جهانی در هفته دوم جنگ متوقف نشد. حدود ۱۰۰۰۰ نفر در تهران تظاهرات کردند. معترضان در راهپیمایی که مورد حمایت دولت قرار گرفتند، شعارهای «مرگ بر صدام» و «مرگ بر آمریکا» سر دادند. ۵۰تا ۸۰هزار نفر پس از اقامه نماز جمعه در قاهره مصر تظاهرات کردند. در بوگوتا، کلمبیا، درگیری‌های خشونت‌آمیزی در مقابل کنسولگری آمریکا رخ داد. راهپیمایی‌ها و تظاهرات اعتراضی در الجزایر، الجزایر و بحرین، سرزمین‌های فلسطینی، کره جنوبی، اندونزی و پاکستان نیز برگزار شد. در استرالیا پلیس از راهپیمایی‌های اعتراضی جلوگیری کرد. در آلمان، اعتراضات دانش‌آموزان ادامه داشت. در دهلی نو و جاهای دیگر در هند، بیش از ۲۰۰۰۰نفر علیه جنگ تظاهرات کردند. بزرگترین تظاهرات عمدتاً مسلمانان را تشکیل می‌دادند، همچنین تظاهرات جداگانه ای نیز عمدتاً از کمونیست‌ها تشکیل شده بود.

### ۲۹ مارس ۲۰۰۳
در بوستون، ماساچوست، ۵۰۰۰۰ نفر در بزرگترین تظاهرات شهر از زمان پایان جنگ ویتنام شرکت کردند. هزاران نفر در خیابان بویلستون در امتداد خیابان بوستون کامن را مسدود کردند. تعداد انگشت شماری دستگیر شدند. در بریتانیا صدها معترض از کاولی به مرکز آکسفورد راهپیمایی کردند و هزاران نفر به خیابان‌های ادینبورگ آمدند (پلیس ۵۰۰۰ نفر تخمین زد، در حالی که سازمان دهندگان بیش از ۱۰۰۰۰ تخمین زدند). معترضان ادینبورگ در امتداد خیابان پرنسس به سمت یک تظاهرات گسترده در منطقه میدوز این شهر راهپیمایی کردند.

### ۳۰ مارس ۲۰۰۳
۱۰۰۰۰۰نفر در جاکارتا پایتخت اندونزی راهپیمایی کردند. به گفته جاناتان هد، خبرنگار بی‌بی‌سی، این بزرگترین تظاهرات ضد جنگی بود که تاکنون در پرجمعیت‌ترین کشور مسلمان جهان برگزار شده‌است. این روز همچنین شاهد اولین تظاهرات رسمی در چین بود که در آن ۲۰۰ نفر از دانشجویان خارجی که اکثراً از دانشجویان خارجی تشکیل شده بودند، اجازه داشتند در حالی که از مقابل سفارت ایالات متحده در پکن راهپیمایی می‌کردند، شعارهای ضد جنگ سر دهند، اما حدود ۱۰۰ دانشجوی چینی در این تظاهرات حضور داشتند. بنرها مصادره شده و از ورود به پارکی که مردم محلی اجازه تظاهرات در آن کسب کرده بودند، مسدود شد. در آمریکای لاتین تجمعاتی در سانتیاگو، مکزیکو سیتی، مونته ویدئو، بوئنوس آیرس و کاراکاس برگزار شد. در آلمان حداقل ۴۰۰۰۰نفر یک زنجیره انسانی بین شهرهای شمالی مونستر و اوسنابروک به فاصله ۳۵ مایلی از هم تشکیل دادند. همچنین حدود ۲۳۰۰۰نفر در راهپیمایی در برلین شرکت کردند که به تظاهراتی در پارک تیرگارتن ختم شد، تظاهرات در اشتوتگارت و فرانکفورت برگزار شد، جایی که ۲۵نفر در تلاش برای مسدود کردن ورودی پایگاه هوایی ایالات متحده دستگیر شدند. راهپیمایی‌هایی نیز در پاریس، مسکو، بوداپست، ورشو و دوبلین برگزار شد.

### ۷ آوریل ۲۰۰۳
در اوکلند، کالیفرنیا، پلیس گلوله‌های لاستیکی و کیسه‌های لوبیا را به سمت معترضان و کارگران بارانداز در خارج از بندر شلیک کرد که منجر به زخمی شدن دست‌کم ده‌ها تظاهرکننده و شش شهروند درازکش که در نزدیکی آن ایستاده بودند. معترضان به اقدام مربوط به جنگ عراق که توسط رئیس‌جمهور آمریکا لاینز و پیمانکار دفاعی انجام شد اعتراض داشتند. اکثر ۵۰۰تظاهرکننده به‌طور مسالمت آمیز متفرق شدند، اما جمعیتی از تظاهرکنندگان تردد در املاک خصوصی نزدیک بندر را مسدود کردند و پس از هشدار پلیس نتوانستند متفرق شوند. رئیس پلیس اوکلند گفت که تظاهرکنندگان همچنین اشیاء و پیچ و مهره را به سوی پلیس پرتاب کردند و گفت که استفاده از سلاح برای متفرق کردن جمعیت ضروری است. وی خاطرنشان کرد: از گلوله‌های لاستیکی برای پاسخ به اقدام غیرقانونی مستقیم استفاده شده و درازکشان در تیراندازی متقابل گرفتار شدند. سخنگوی اسکله گزارش داد که پلیس دو دقیقه فرصت داد تا متفرق شوند، سپس به جای دستگیری اقدام به تیراندازی کردند. تظاهرکنندگان همچنین ادعا می‌کنند که پلیس به جای شلیک هوایی یا زمینی، آنها را هدف قرار داده‌است. سی و یک نفر دستگیر شدند. تظاهرکنندگان دوباره جمع شدند و به سمت ساختمان فدرال اوکلند راهپیمایی کردند. در نیویورک، ایالات متحده، معترضان گروه کارلایل، یک شرکت سرمایه‌گذاری با ارتباطات عمیق با جنگ را هدف قرار دادند. حدود ۲۰معترض در یک نافرمانی مدنی برنامه‌ریزی شده دستگیر شدند، اما پلیس سپس نزدیک به ۱۰۰نفر را که صرفاً از آن طرف خیابان تظاهرات را تماشا می‌کردند، محاصره و دستگیر کرد.

## پس از سقوط بغداد

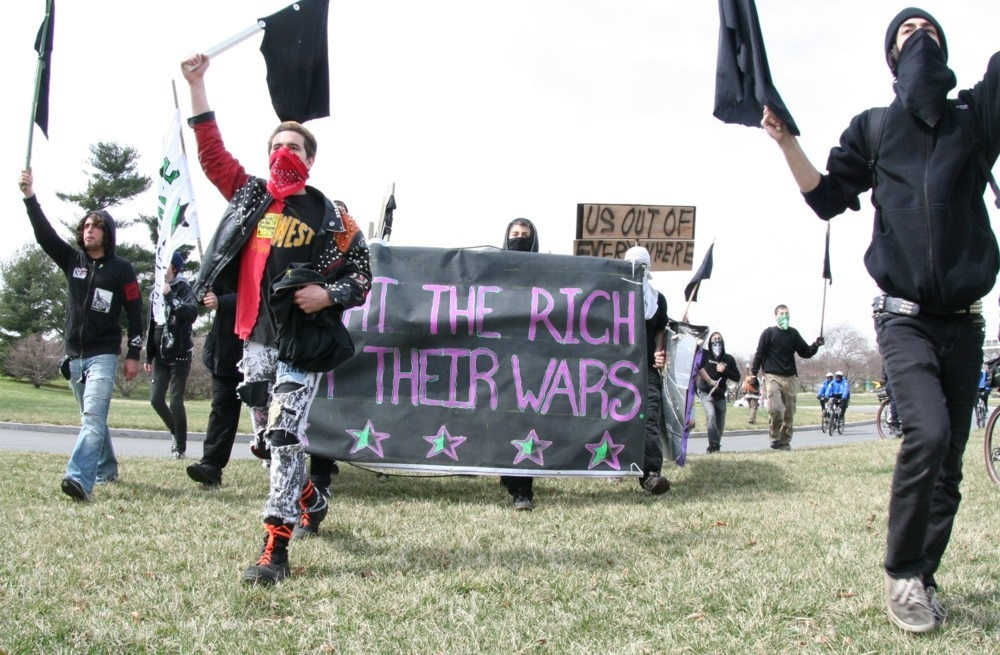
یک گروه بلوک سیاه به عنوان بخشی از تظاهرات جنگ عراق در واشینگتن دی سی، ۲۱ مارس ۲۰۰۹ راهپیمایی می‌کند. در متن کامل این بنر آمده‌است: «با ثروتمندان بجنگید، نه با جنگ آنها».

پس از دوره نبرد در ماه مارس تا آوریل۲۰۰۳، شدت اعتراضات و نبردهای مسلحانه به‌طور موقت کاهش یافت. اعتراضات علیه جنگ به‌طور کلی ادامه یافت، اغلب به مناسبت سالگردهای جنگ و بازدید اعضای دولت بوش از شهرهای خارجی. در داخل ایالات متحده، تظاهرات عمومی ضد جنگ با اعتراضات متمرکز بر موضوعات یا راهبردهای خاص از جمله: مخالفت با شکنجه و آزار (مانند شکنجه در زندان ابوغریب)، درخواست برای خروج اعضای ائتلاف از عراق، مقابله با آنها همراه شد. - استخدام، حمایت از نیروهای مقاومت نظامی مانند ستوان ارن واتادا، و مخالفت با پیمانکاران نظامی و شرکتی. بزرگترین اعتراضات در این دوره، بسیج ملی و چند موضوعی مانند ۳۰ اوت۲۰۰۴ و ۲۹ آوریل۲۰۰۶ بوده‌است. عناصر بلوک سیاه در برخی از اعتراضات حضور داشتند.

### ۱۲ آوریل ۲۰۰۳
تظاهراتی با حمایت ائتلاف پاسخ در واشینگتن دی سی، سانفرانسیسکو و لس آنجلس برای تظاهرات علیه جنگ عراق سه روز پس از سقوط بغداد برگزار شد. در واشینگتن، مسیر راهپیمایی گروهی متشکل از ۳۰۰۰۰دفاتر چندین سازمان رسانه‌های جمعی و شرکت‌هایی مانند بکتل و هالیبرتون را طی کرد.

### ۲۵ اکتبر ۲۰۰۳
ده‌ها هزار نفر درواشنگتن، دی سی، سانفرانسیسکو، رنو، نوادا وسایر شهرهای سراسر جهان در مخالفت با اشغال عراق تظاهرات کردند. معترضان همچنین از بازگشت نیروهای آمریکایی به ایالات متحده و حمایت از آزادی‌های مدنی حمایت کردند.
تظاهرات واشینگتن دی سی ۲۰۰۰۰معترض (تخمین بی‌بی‌سی) را به خود جلب کرد. این تظاهرات با تجمع در بنای یادبود واشینگتن درنزدیکی کاخ سفید پایان یافت. معترضان همچنین خواستار لغو قانون میهن پرستان ایالات متحده شدند. اعتراضات واشینگتن و سانفرانسیسکو به‌طور مشترک توسط ائتلاف پاسخ (اکنون برای توقف جنگ و پایان دادن به نژادپرستی عمل کنید) و متحد برای صلح و عدالت سازماندهی شدند.
تظاهرات طرفدار جنگ در واشینگتن که توسط جمهوری آزاد سازماندهی شد، تنها ده‌ها نفر را بخود جلب کرد (تخمین بی‌بی‌سی).

### ۲۰ نوامبر ۲۰۰۳
سفر دولتی جورج بوش به بریتانیا با تظاهرات مسالمت آمیز ضد جنگ در لندن روبرو شد که ۱۰۰۰۰۰ نفر (برآورد پلیس) تا ۲۰۰۰۰۰نفر (تخمین سازمان دهندگان) را جذب کرد و با سرنگونی مجسمه بوش در میدان ترافالگار به اوج خود رسید.

### ۴ ژوئن ۲۰۰۴
بیش از ۱۰۰۰۰۰نفر در رم و سایر شهرهای ایتالیا در جریان دیدار بوش از پاپ ژان پل دوم، که در موارد متعدد مخالفت خود را با جنگ ابراز کرده بود، تظاهرات کردند. ده هزار پلیس در محل کنفرانس گشت زنی کردند.

### ۵ ژوئن ۲۰۰۴

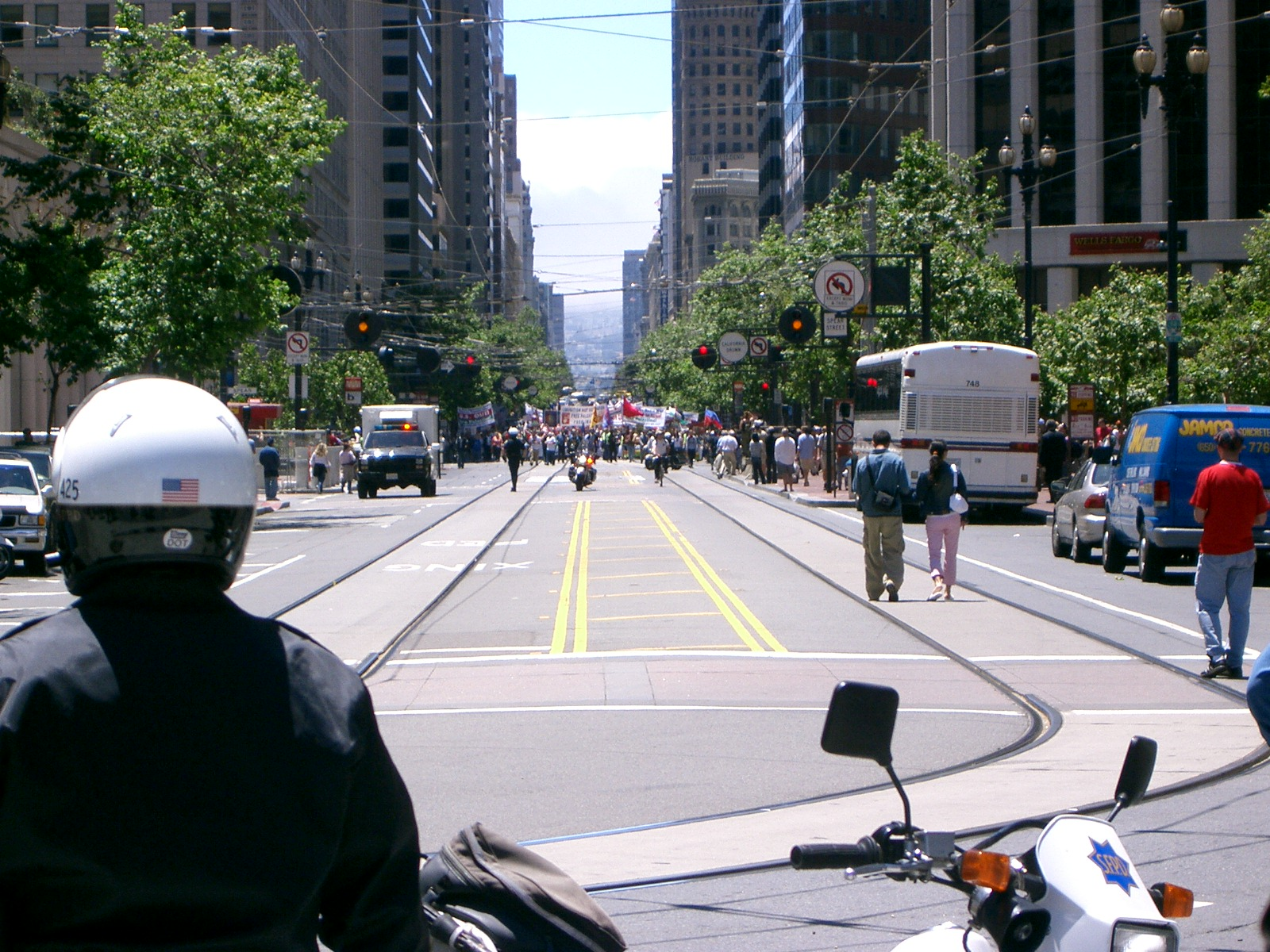
گروهی از معترضان ضد جنگ به سنگر پلیس نزدیک می‌شوند. وقتی راهپیمایان از مرکز مدنی سانفرانسیسکو به سمت منطقه مالی حرکت کردند، راهپیمایی نزدیک به سه مایل به عقب برگشت.

ائتلاف پاسخ از تظاهراتی در واشینگتن دی سی حمایت کرد که از کاخ سفید در محله‌های طبقه کارگر به سمت خانه دونالد رامسفلد حرکت کردند. علاوه بر این، بیش از ۱۰۰۰۰ شهروند در سانفرانسیسکو راهپیمایی کردند، و همچنین یک تظاهرات متقابل با صدها نفر از حامیان جنگ برگزار شد.

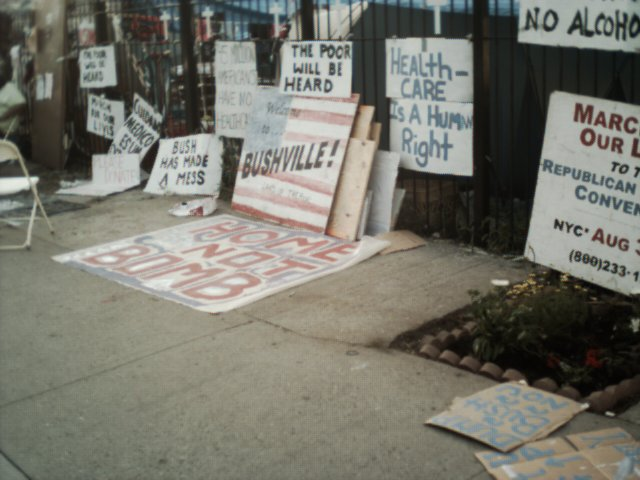
تابلوهای خارج از بوشویل سیار در بروکلین

### ۲۹ اوت ۲۰۰۴
به عنوان بخشی از اعتراضات کنوانسیون ملی جمهوری خواهان در سال ۲۰۰۴،متحد برای صلح و عدالت، راهپیمایی گسترده‌ای را ترتیب داد که یکی از بزرگترین راهپیمایی‌ها در تاریخ ایالات متحده است، که در آن معترضان از مقابل مدیسون اسکوئر گاردن، محل برگزاری کنوانسیون راهپیمایی کردند. این راهپیمایی شامل صدها گروه جداگانه و همچنین راهپیمایان انفرادی بود. گروه هزار تابوت، راهپیمایی متشکل از هزاران تابوت مقوایی پوشیده شده با پرچم تمام عیار، به یاد هر یک از سربازان کشته شده ایالات متحده در آن تاریخ، که توسط ائتلاف سراسری از شهروندان، جانبازان، روحانیون و خانواده‌های کشته شدگان حمل می‌شد، برگزار کردند. چند صد نفر از اعضای میلیاردرها برای بوش یک ضد راهپیمایی ساختگی برگزار کردند. تخمین تعداد جمعیت از ۱۲۰۰۰۰(سخنگوی پلیس ناشناس) تا بیش از ۵۰۰۰۰۰نفر (سازمان دهندگان، دومین منبع پلیس ناشناس) بود. در مارس ۲۰۰۷، پل براون، معاون کمیسر اداره پلیس نیویورک سیتی در مورد اعتراضات کمیته ملی جمهوری خواهان اظهار داشت: «شما قطعا ۸۰۰۰۰۰ نفر در ۲۹ اوت داشتید.»
برگزارکنندگان یک کنفرانس مطبوعاتی قبل از راهپیمایی در مقابل هزاران نفر در خیابان هفتم برگزار کردند. چندین نفر از جمله مایکل مور، جسی جکسون، نماینده کنگره، چارلز رانگل، و پدری که پسرش را در عراق از دست داده بود، در مخالفت با جنگ در عراق و سیاست‌های دولت بوش صحبت کردند. کل این رویداد شش ساعت به طول انجامید و گروه اصلی راهپیمایی را خیلی قبل از اینکه هزاران نفر حتی بتوانند از نقطه شروع حرکت کنند به پایان رساندند. شهرداری، تحت رهبری مایکل بلومبرگ، شهردار جمهوری‌خواه، پیشتر به معترضان اجازه برگزاری تجمع در پارک مرکزی پس از راهپیمایی را به دلیل نگرانی از چمن پارک، رد کرده بود. بزرگراه وست ساید به جای آن پیشنهاد شد، اما سازمان دهندگان با استناد به هزینه‌های گزاف برای تجهیزات صوتی اضافی و مشکلاتی که برای مکان وجود داشت، امتناع کردند. پس از پایان راهپیمایی در میدان یونیون، سازمان دهندگان مردم را تشویق کردند که به پارک مرکزی بروند. اختلالات جزئی بود. ریموند دبلیو. کلی، کمیسر نیویورک، حدود ۲۰۰ مورد دستگیری با ۹ جنایت را گزارش کرد - که اکثر آنها پس از پایان راهپیمایی اتفاق افتادند.

### ۲ اکتبر ۲۰۰۴
گروه بزرگی از مردم در یادبود زنان در گورستان ملی آرلینگتون برای مراسم یادبود ملی که به عنوان "ردی از عزاداری و حقیقت از عراق تا کاخ سفید" توصیف شده‌است، گرد آمدند. موضوع این مراسم «سوگواری درگذشتگان» بود. زخمی‌ها را شفا بده جنگ را تمام کن." شرکت کنندگان تشویق شدند که لباس سیاه بپوشند تا نماد عزا باشد. سیندی شیهان از جمله شرکت کنندگان در این تظاهرات بود. سخنرانی‌هایی توسط جانبازان، اعضای خانواده‌های نظامی، اعضای خانواده سربازان کشته شده و … انجام شد. پس از سخنرانی، شرکت کنندگان با حمل تابوت‌های مقوایی به نشانه کشته شدگان جنگ، از گورستان ملی آرلینگتون به سمت میدان بیضی در واشینگتن دی سی راهپیمایی کردند. پس از راهپیمایی، تجمع دیگری برگزار شد، که در آن تابوت‌های حمل شده در راهپیمایی با تابوت‌های بیشتری که قبل از آن در میدان بیضی قرار داده شده بودند، قرار گرفتند. در ادامه راهپیمایی دوم، ۲۸ نفر از جمله مایکل برگ (پدر پیمانکار غیرنظامی آمریکایی نیکلاس برگ که توسط شورشیان در عراق کشته شد) هنگام تلاش برای تحویل اسامی قهرمانان کشته شده به کاخ سفید دستگیر شدند.

### ۱۷ اکتبر ۲۰۰۴
تقریباً ۱۰۰۰۰ نفر که در راهپیمایی میلیونی کارگر در واشینگتن دی سی شرکت کردند، تظاهراتی را در حمایت از کارگری، با تمرکز بیشتر بر ضد جنگ در عراق نیز برگزار کردند.

### ۳۰ نوامبر ۲۰۰۴
دو تظاهرات در اتاوا علیه اولین سفر رسمی جورج دبلیو بوش به کانادا برگزار شد. تجمع و راهپیمایی در اوایل بعد از ظهر بیش از پانزده هزار نفر (یا ۵۰۰۰ به گفته پلیس) بود. یک تظاهرات عصرانه در پارلمان هیل ۱۵۰۰۰نفر دیگر را به خود جلب کرد و در آن سخنرانی براندون هیگی، یک سرباز آمریکایی که پس از امتناع از جنگیدن در عراق به کانادا پناهنده شد، ارائه شد. توقف بوش در ۱ دسامبر در هالیفاکس، نوا اسکوشیا بین ۴۰۰۰ تا ۵۰۰۰معترض را به خود جلب کرد.

### ۲۰ ژانویه ۲۰۰۵
هزاران نفر در تظاهرات و راهپیمایی‌های اعتراضی متعددی که در روز دومین تحلیف جورج دبلیو بوش در سراسر واشینگتن دی سی برگزار شد، دراعتراض بجنگ در عراق و دیگر سیاست‌های دولت بوش شرکت کردند.

### ۱۹ مارس ۲۰۰۵

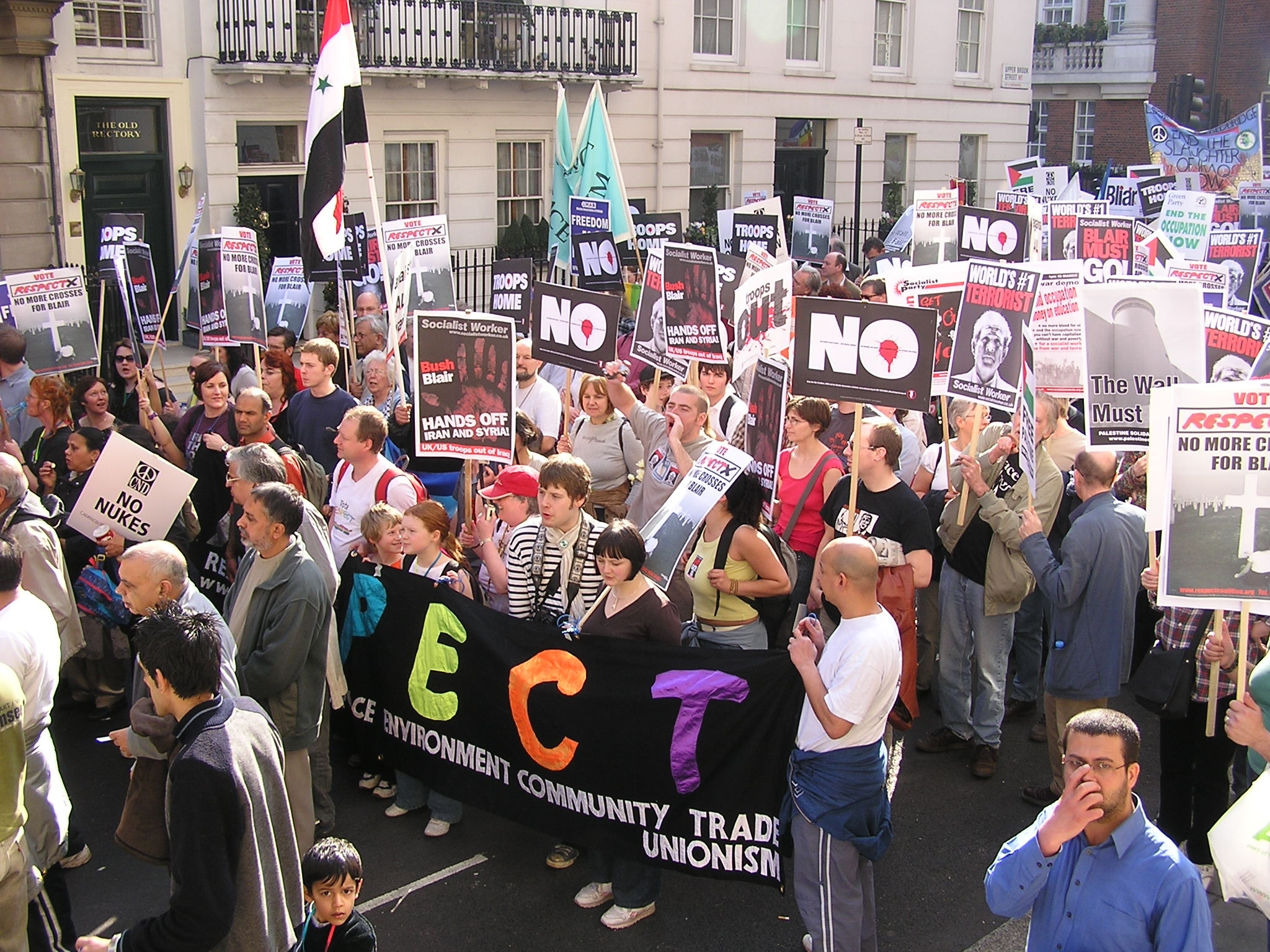
معترضان در ۱۹ مارس ۲۰۰۵، در لندن، جایی که سازمان دهندگان ادعا می‌کنند بیش از ۱۵۰۰۰۰ تظاهرات کردند.

تظاهرات به مناسبت دومین سالگرد آغاز جنگ عراق در سراسر جهان، در ایالات متحده، بریتانیا، کانادا، آمریکای مرکزی، آمریکای جنوبی، اروپا، استرالیا، نیوزلند، آفریقا، آسیا و خاورمیانه برگزار شد. (برخی اعتراضات نیز در ۲۹ اسفند برگزار شد). در گلاسکو، اسکاتلند، حدود ۱۰۰۰ نفر (تخمین بی‌بی‌سی) در راهپیمایی شرکت کردند که در آن اسامی برخی از افرادی که تاکنون در درگیری جان خود را از دست داده‌اند، همراه با فهرست «نام و شرم» از نمایندگان مجلس اسکاتلند که از جنگ حمایت کردند، قرائت شد.. سخنرانان شامل ماکسین جنتل بود که برادر سربازش گوردون در عراق کشته شد. بر اساس یک نظرسنجی (عمدتاً از گزارش‌های برگزارکنندگان)، ادعا شده‌است که در سراسر جهان بیش از یک میلیون نفر در راهپیمایی شرکت کردند. این اعتراضات توسط مجمع ضد جنگ مجمع اجتماعی جهانی در سال۲۰۰۵، کنفرانس سالانه جنبش جهانی‌سازی جایگزین نامیده شد که در ۲۶ژانویه- ۳۱ژانویه در پورتو آلگره، برزیل برگزار شد و ائتلاف‌هایی از سراسر جهان از آن حمایت کردند.

### ۲۱ ژوئن ۲۰۰۵
یکی از افسران ارتش آلمان، سرگرد فلوریان فاف، پس از امتناع از شرکت در توسعه نرم‌افزاری که احتمالاً در جنگ عراق مورد استفاده قرار می‌گیرد، توسط دادگاه اداری آلمان (Bundesverwaltungsgericht) تبرئه شد.

### ۶ اوت ۲۰۰۵ تا ۳۱ اوت ۲۰۰۵
سیندی شیهان، مادر سرباز کشته شده آمریکایی کیسی شیهان، یک کمپ اعتراضی در خارج از مزرعه جورج دبلیو بوش، رئیس‌جمهور مرخصی در کرافورد، تگزاس برپا کرد. شیهان که پیش از این در برخورد کوتاهی با بوش در مقابل رسانه‌ها که آن را توهین‌آمیز و بی‌احترامی توصیف کرد با بوش ملاقات کرد، از بوش خواست با او ملاقات کند و از مرگ سربازان از جمله پسرش به عنوان توجیهی برای ماندن در عراق استفاده نکند.

### ۲۴ سپتامبر ۲۰۰۵

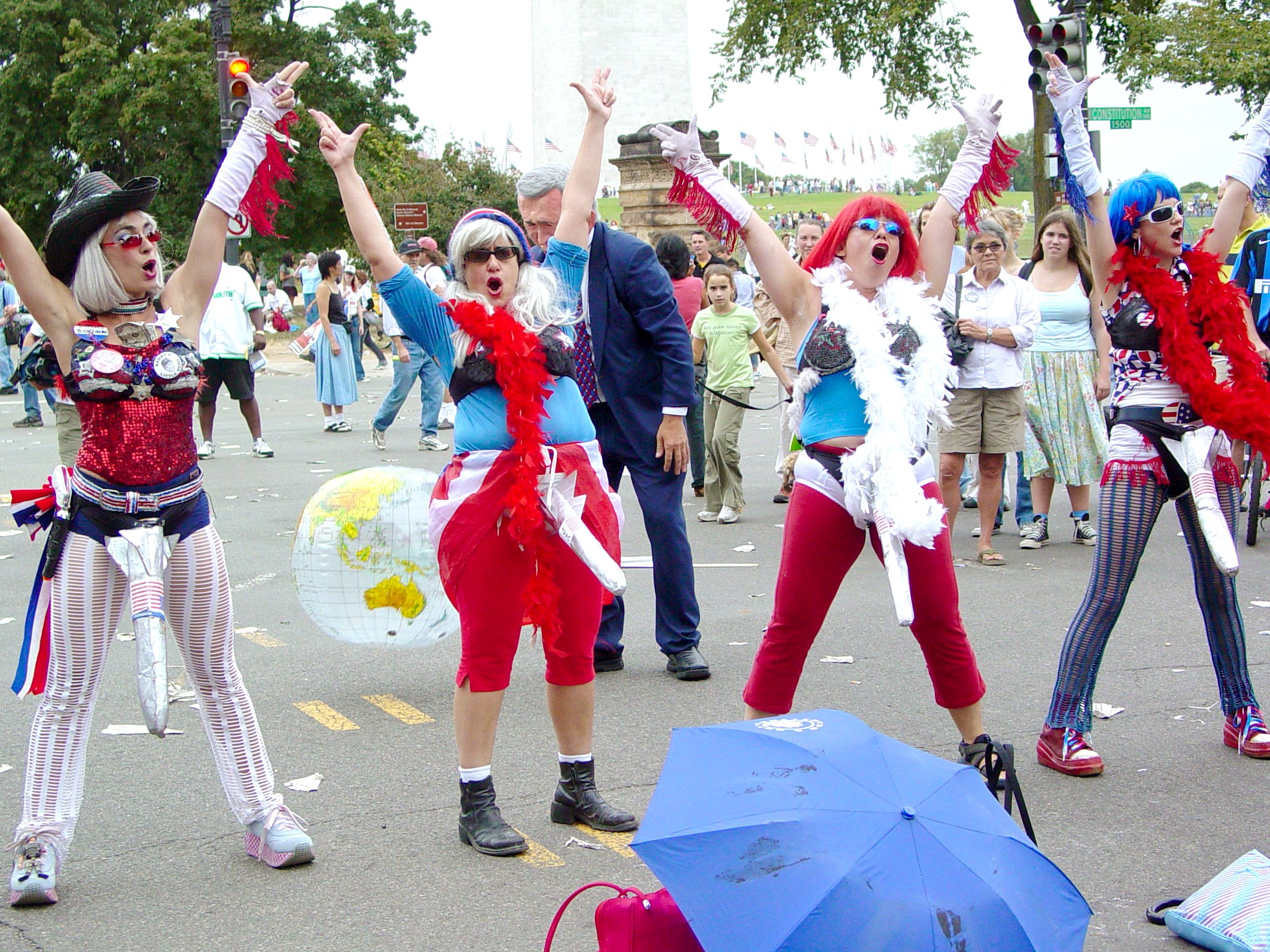
زنانی که لباس‌های قرمز، سفید و آبی پوشیده‌اند و موشک‌هایی به دور باسنشان بسته شده‌است، در اعتراضات ۲۴ سپتامبر در واشینگتن دی سی در خیابان به شادی پرداختند.

اعتراضات در آمریکا و اروپا برگزار شد. پلیس تخمین زد که حدود ۱۵۰۰۰۰ نفر در واشینگتن دی سی، ۱۵۰۰۰ نفر در لس آنجلس، کالیفرنیا، ۱۰۰۰۰ نفر در لندن، ۲۰۰۰۰ نفر در سانفرانسیسکو و بیش از ۲۰۰۰ نفر در سن دیگو، کالیفرنیا شرکت کردند. علاوه بر این، در لندن، سازمان دهندگان ادعا می‌کنند که ۱۰۰۰۰۰ نفر در تظاهرات مشابه شرکت کرده‌اند، اما پلیس این رقم را ۱۰۰۰۰ نفر اعلام کرده‌است.

### ۴ تا ۵ نوامبر ۲۰۰۵
تظاهرات گسترده مردمی علیه جنگ به رهبری ایالات متحده در عراق، علاوه بر سیاست‌های اقتصادی مورد حمایت ایالات متحده در آمریکای لاتین، در آرژانتین پیرامون چهارمین اجلاس سران قاره آمریکا در ۴تا ۵نوامبر برگزار شد.

### ۱۸ تا ۲۰ مارس ۲۰۰۶

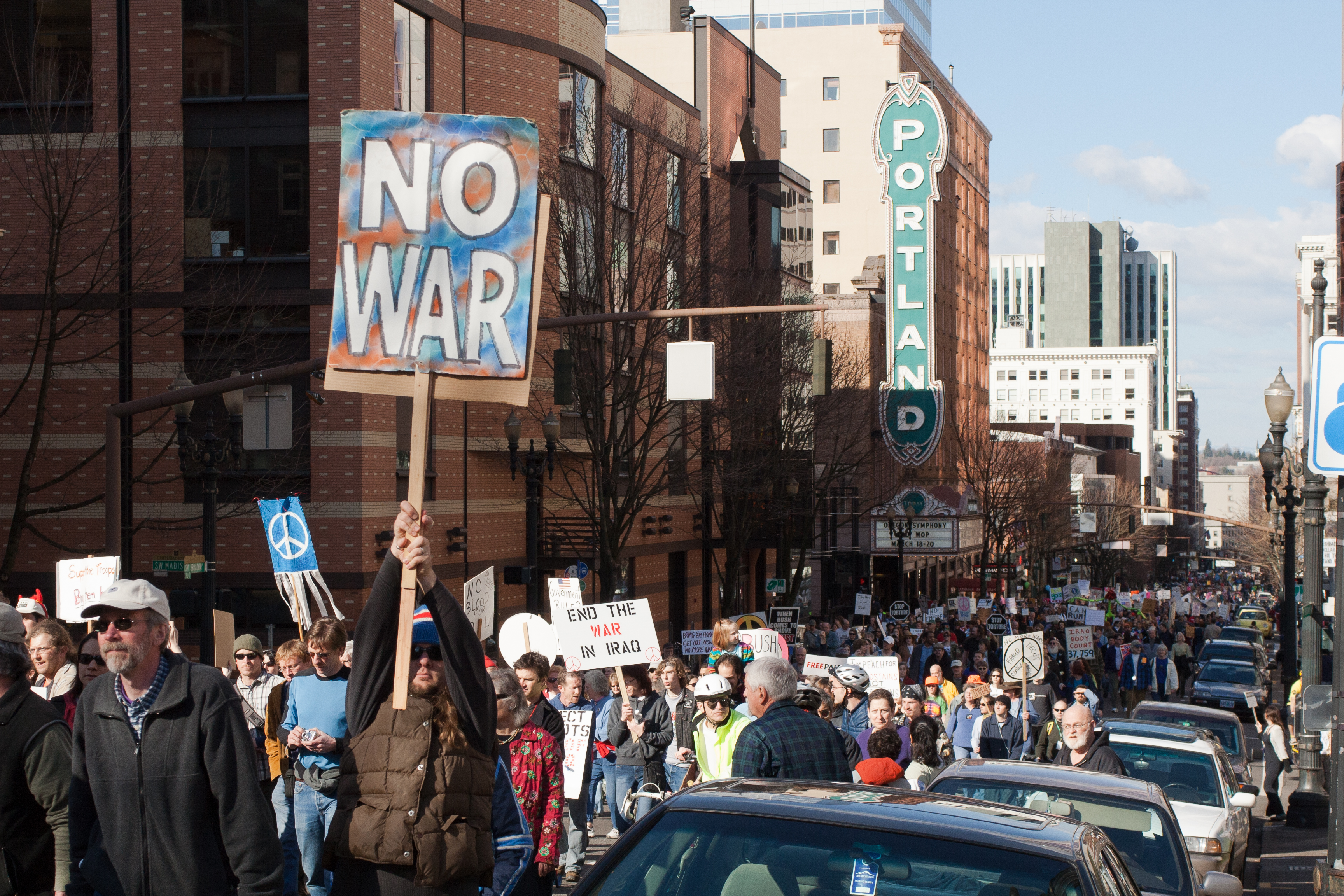
معترضان در پورتلند، اورگان در ۱۹ مارس ۲۰۰۶

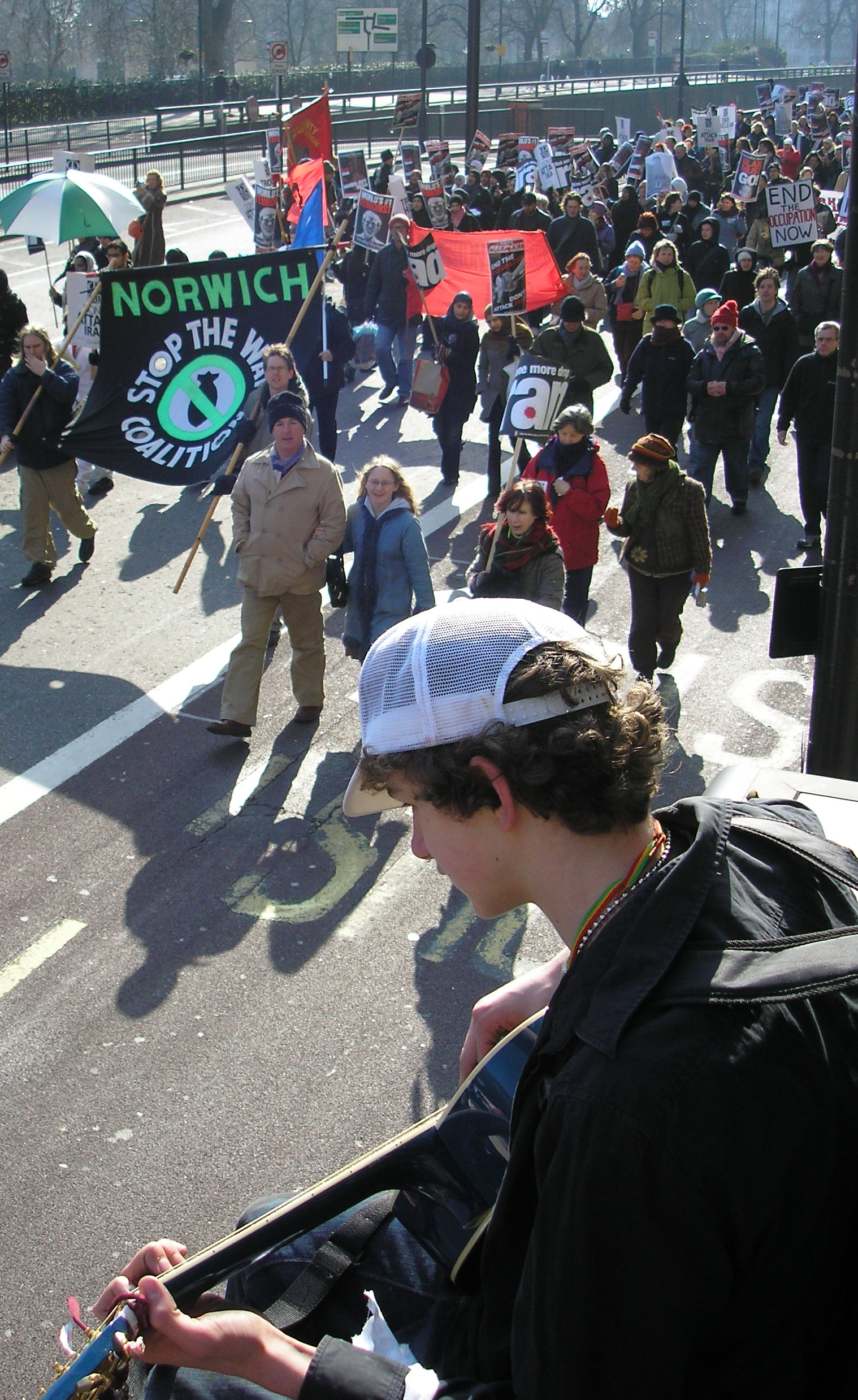
تظاهرکنندگان در لندن

تظاهرات هماهنگی به مناسبت سومین سالگرد حمله به عراق برگزار شد. اعتراضات بزرگی در بغداد، بصره، لندن، نیویورک سیتی، واشینگتن، دی سی، پورتلند، اورگان، مادرید، رم، سیدنی، توکیو، سئول، استانبول، تورنتو و دوبلین رخ داد. سازمان دهندگان تظاهرات در لندن گفتند که این اولین اعتراض هماهنگ در عراق، بریتانیا و ایالات متحده است. بیش از ۵۰۰رویداد ضد جنگ برای هفته 15–۲۱مارس در ایالات متحده برنامه‌ریزی شده بود. هزاران یا ده‌ها هزار نفر در سانفرانسیسکو، نیویورک، لس آنجلس و شیکاگو تظاهرات کردند.
در واشینگتن دی سی، ۲۰۰نفر به سمت پنتاگون راهپیمایی کردند تا تابوت مصنوعی و کیسه خاکستر را به دونالد رامسفلد، وزیر دفاع ایالات متحده تحویل دهند. دو ده نفر به دلیل عبور از یک مانع در اطراف پنتاگون در اقدامی نافرمانی مدنی دستگیر شدند. به گفته شریل اروین، سخنگوی پنتاگون، آنها به دلیل «عدم اطاعت از دستورهای قانونی» مورد استناد قرار گرفتند. فیلمی از اعتراض در این صحنه از فیلم شناسایی شده گنجانده شده‌است.
شرکت در رویدادهای ایالات متحده به دلیل انشعابات بین گروه‌های سازماندهی مانند اتحاد برای صلح و عدالت و ائتلاف پاسخ آسیب دید.

### ۱ آوریل ۲۰۰۶
هزاران نفر از سراسر جنوب در آتلانتا، جورجیا از مرکز کینگ تا یک تظاهرات در پارک پیمونت به مناسبت سومین سالگرد جنگ عراق و سی و هشتمین سالگرد ترور کشیش راهپیمایی کردند. مارتین لوتر کینگ جونیور راهپیمایی منطقه ای جنوبی برای صلح در عراق/عدالت درخانه توسط ائتلاف ۱آوریل سازماندهی شد و سخنرانان شامل  جوزف لوری، کشیش. تیم مک دونالد و دامو اسمیت (خوزه رینوسو) بود.

### ۲۹ آوریل ۲۰۰۶
ائتلافی از گروه‌های مستقر در ایالات متحده، که توسط متحد برای صلح و عدالت، ائتلاف رنگین کمان، سازمان ملی زنان، دوستان زمین، کار ایالات متحده در برابر جنگ، ائتلاف بحران آب و هوا، صندوق امداد طوفان مردمی، ملی جوانان و ائتلاف صلح دانشجویی و کهنه سربازان برای صلح یک بسیج ملی علیه جنگ در شهر نیویورک در ۲۹ آوریل برگزار کردند

### 22–۳۱ مه ۲۰۰۶
اعضای مقاومت نظامی بندر در المپیا، واشینگتن به ارسال ۳۰۰ خودروی ارتش استرایکر به عراق از طریق بندر المپیا اعتراض کردند. ده‌ها دستگیری ناشی از اقدامات مستقیم معترضان مانند قفل کردن بازوها برای مسدود کردن جاده‌هایی بود که ارتش برای رسیدن به بندر استفاده می‌کرد.

### ۹ اوت ۲۰۰۶
نه عضو ائتلاف ضد جنگ دری، مستقر در ایرلند شمالی، وارد محوطه دری ریتون شدند. اشغال این کارخانه به مدت ۸ ساعت به طول انجامید و پس از آن پلیس ضد شورش وارد ساختمان شد و ساکنان آن را خارج کرد. اتهامات دزدی شدید و ورود غیرقانونی علیه هر ۹ نفر مطرح شد.

### ۲۳ سپتامبر ۲۰۰۶
همزمان با کنفرانس سالانه حزب کارگر که در این تاریخ نیز در شهر منچستر برگزار شد، یک تظاهرات ملی ضد جنگ در منچستر، انگلستان برگزار شد. سازمان دهندگان، ائتلاف جنگ را متوقف کنید، ۵۰۰۰۰ نفر را در راهپیمایی تخمین زدند. تخمین‌های پلیس در ابتدا ۸۰۰۰ مورد تجدید نظر قرار گرفت و به ۲۰۰۰۰ رسید. سازمان‌دهندگان محلی «جنگ را متوقف کن» در نظر گرفتند که این بزرگترین تظاهرات در تاریخ شهر از زمان چارتیست‌ها در اواسط قرن نوزدهم بود. این رویداد با یک کنفرانس جایگزین جنگ را متوقف کنید (جایگزین، یعنی کنفرانس کارگری تحت مدیریت صحنه) دنبال شد.

### ۵ اکتبر ۲۰۰۶
اقدامات در سراسر ایالات متحده تقریباً در هر ایالت صورت گرفت. سازمانی به نام جهان نمی‌تواند صبر کند رویداد سراسری را سازماندهی کرد. تظاهرات در مجاورت شهر نیویورک، لس انجلس، سان فرانسیسکو، شیکاگو، هوستون، و جاهای دیگر. بیش از ۲۰۰ تظاهرات برگزار شد.
مالاچی ریچر در ساعت شلوغی صبح جمعه ۳ نوامبر ۲۰۰۶ در کنار بزرگراه کندی در نزدیکی مرکز شهر شیکاگو با خودسوزی خودکشی کرد.

### ۴ ژانویه ۲۰۰۷
دادگاه نظامی ستوان ارن واتادا، مقاومت نظامی، با اعتراضات همراه بوده‌است. در ۴ ژانویه ۲۰۰۷، کهنه سربازان عراقی علیه جنگ مستقر شدند، یک کمپ اعتراضی به نام «مقاومت کمپ» در فورت لوئیس در حمایت از واتادا تأسیس کردند. در همان روز، حدود ۲۰۰ نفر به پیگرد قانونی او در سانفرانسیسکو اعتراض کردند و بیست و هشت نفر پس از شرکت در نافرمانی مدنی دستگیر شدند.

### ۱۰–۱۱ ژانویه ۲۰۰۷
گروه‌های متعددی تظاهراتی را در پاسخ به سخنرانی ۱۰ژانویه جورج دبلیو بوش که از افزایش ۲۱۵۰۰سرباز آمریکایی در عراق خبر داد، ترتیب دادند. تعداد کمی از اعتراضات در پی سخنرانی چهارشنبه شب رخ داد، از جمله یکی در بوستون که منجر به دستگیری ۶ نفر به دلیل مسدود کردن ترافیک شد. سازمان دهندگان مووآن‌دات‌ارگ و تری مجارتی دات ارگ هر کدام گزارش‌هایی از حدود ۵۰۰ تا ۶۰۰ تظاهرات را دریافت کردند که در ۱۱ ژانویه در سراسر کشور برگزار شد.

### ۲۷ ژانویه ۲۰۰۷
تظاهرات ۲۷ ژانویه۲۰۰۷ جنگ عراق از «ده‌ها هزار» تا «صدها هزار» واشینگتن دی سی را به اعتراض کشاند.

### ۱۱ مارس ۲۰۰۷
در تاکوما، فعالان صلح واشینگتن برای جلوگیری از ارسال ۳۰۰وسیله نقلیه زرهی استرایکر به عراق توسط ارتش مبارزه کردند. ۲۳ معترض از جمله تی جی جانسون که در شورای شهر المپیا خدمت می‌کند دستگیر شدند. این دستگیری اندکی پس از آن صورت گرفت که کاروان کوچکی متشکل از ۱۲تا ۱۵خودروی ارتش به انباری در بندر رسیدند. خودروهای بیشتری، از جمله خودروهای زرهی جنگی استرایکر، اواخر دوشنبه و اوایل سه‌شنبه وارد شدند، زیرا معترضان شعارهای «لازم نیست بروی» و «ما اکثریت هستیم» را فریاد می‌زدند.

### ۱۶ مارس ۲۰۰۷
حدود ۱۰۰معترض در مقابل کاخ سفید پس از مراسمی در کلیسای جامع ملی واشینگتن در بزرگداشت چهارمین سالگرد جنگ عراق و راهپیمایی بسمت کاخ سفید دستگیر شدند.

### ۱۷ مارس ۲۰۰۷

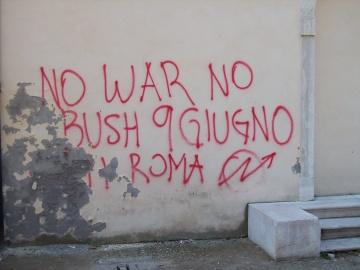
اوت ۲۰۰۷ گرافیتی ضد جنگ در ونیز، ایتالیا

تقریباً ۱۰۰۰۰ تا ۲۰۰۰۰ معترض ضدجنگ به سمت پنتاگون در آرلینگتون، ویرجینیا راهپیمایی کردند، با چندین هزار معترض طرفدار جنگ که در مسیر بودند. تظاهرات و تظاهرات دیگر در ایالات متحده در آستین، تگزاس، سیاتل، واشینگتن، شیکاگو، ایلینویز، لس آنجلس، کالیفرنیا (۵۰۰۰ تا ۶۰۰۰)، سانفرانسیسکو، کالیفرنیا، سن دیگو، کالیفرنیا، و هارتفورد،کنتیکت. ده‌ها هزار نفر در مادرید، اسپانیا، با تظاهرات کوچکتر در ترکیه، یونان، استرالیا، بلژیک، بریتانیا و کانادا راهپیمایی کردند.

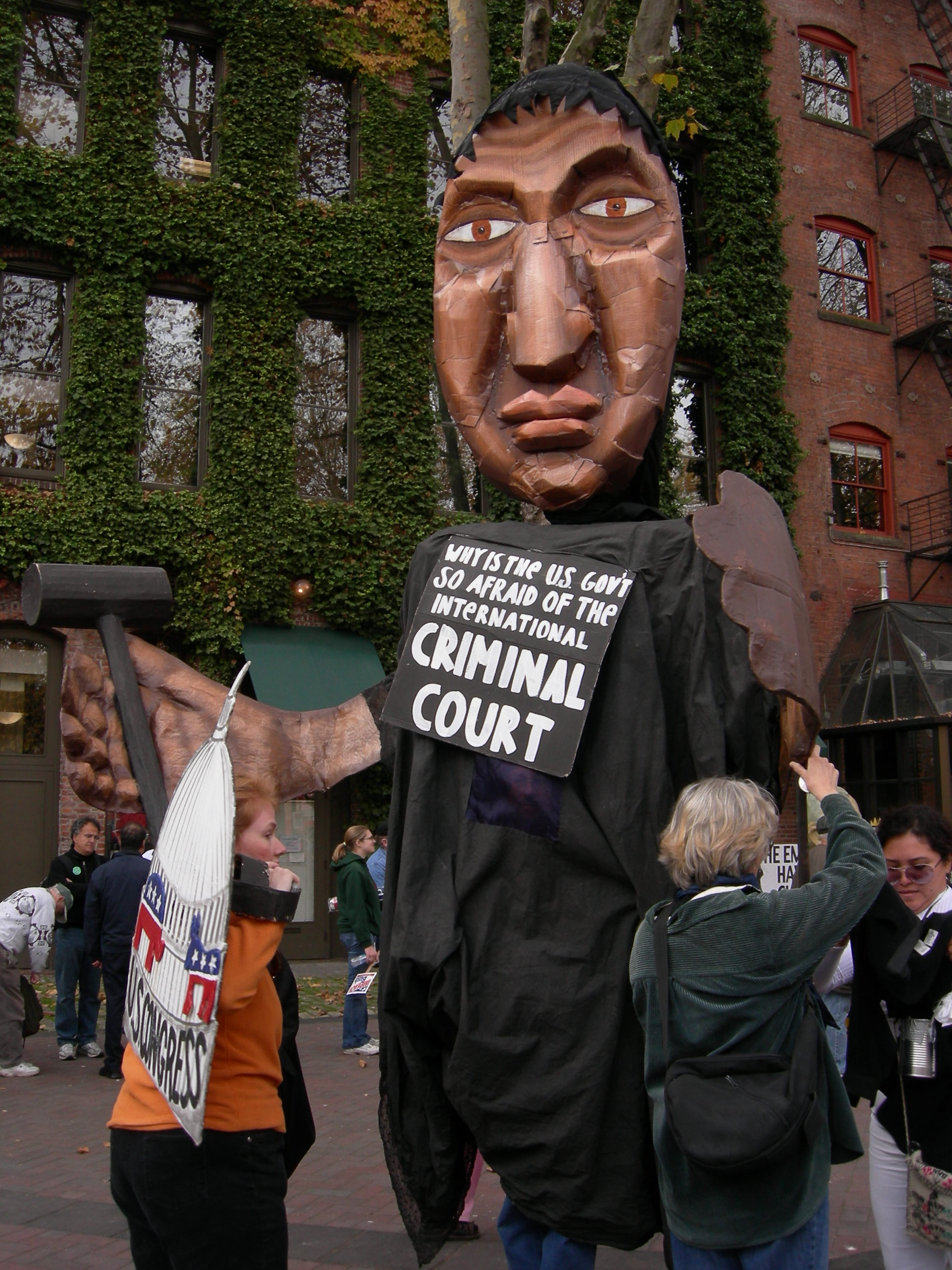
اکتبر ۲۰۰۷، اعتراض علیه جنگ عراق در سیاتل، تابلوی پارک غربی روی یک عروسک غول پیکر می‌گوید: "چرا دولت ایالات متحده از دادگاه کیفری بین المللی می‌ترسد"

### ۱۵ سپتامبر ۲۰۰۷

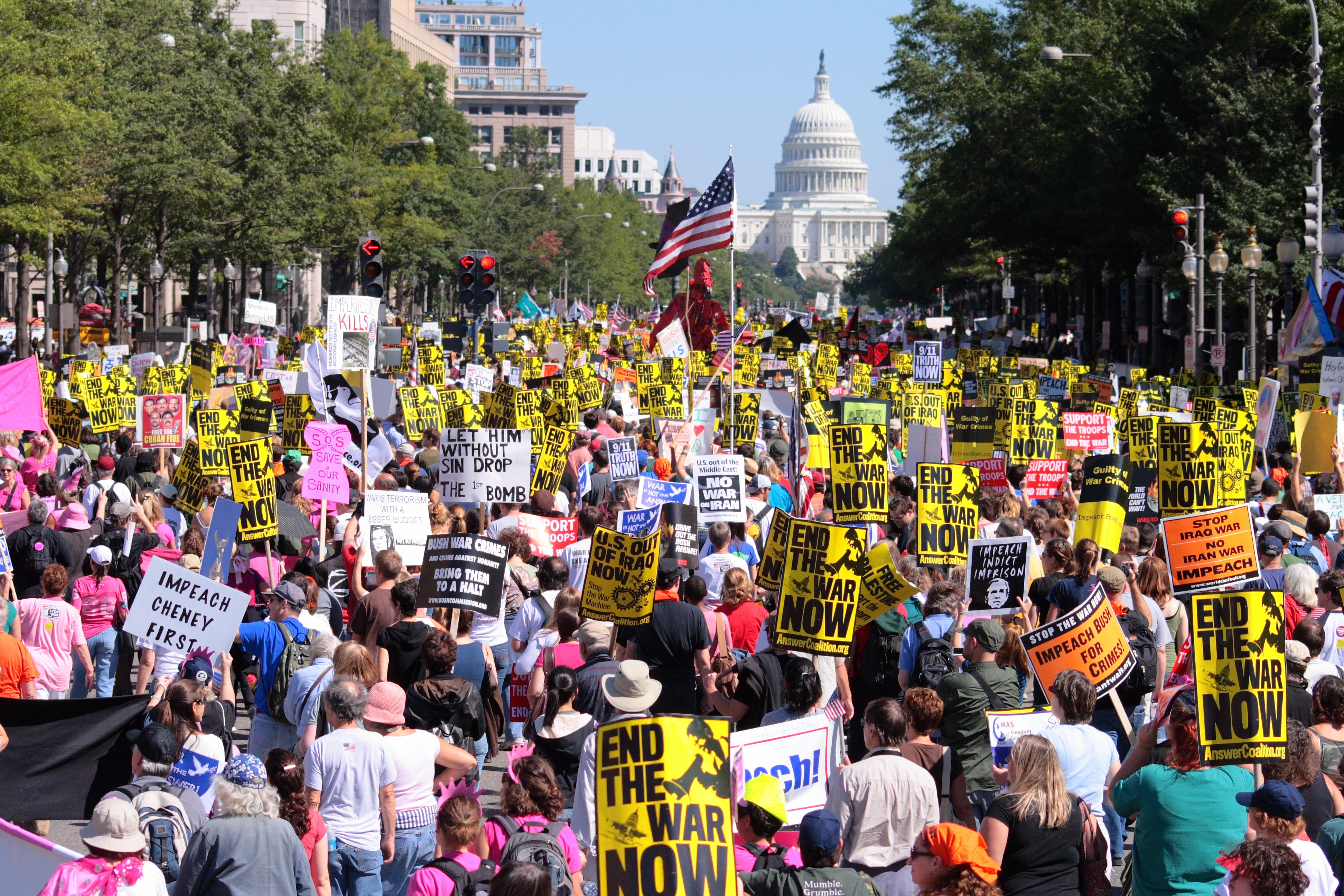
معترضان از خیابان پنسیلوانیا به سمت کاپیتول راهپیمایی کردند.

راهپیمایی از کاخ سفید تا ساختمان کنگره در ۱۵ سپتامبر ۲۰۰۷ برگزار شد. این ائتلاف کهنه سربازان برای صلح و پاسخ سازماندهی شد. داوطلبان برای یک اقدام نافرمانی مدنی، که شامل مرگ و میر بود، استخدام شدند. داوطلبان ثبت نام کردند تا نام یک سرباز یا غیرنظامی را که به دلیل جنگ جان باخته‌است، بر عهده بگیرند و در اطراف بنای یادبود صلح دراز بکشند. در این مراسم سیاستمدارانی مانند رالف نادر حضور داشتند. پلیس بیش از ۱۹۰تظاهرکننده را که از خطوط پلیس در مقابل ساختمان کنگره عبور کردند، دستگیر کرد. اسپری شیمیایی توسط پلیس کاپیتول استفاده شد.
سازمان دهندگان تخمین زدند که نزدیک به ۱۰۰۰۰۰نفر در این تجمع و راهپیمایی شرکت کردند. این عدد تأیید نشد. پلیس برآورد خود را ارائه نکرد. خبرگزاری آسوشیتد پرس «چند هزار» را گزارش کرد. مجوزی برای راهپیمایی که از قبل توسط ائتلاف ائتلاف پاسخ گرفته شده بود، ۱۰۰۰۰نفر را پیش‌بینی کرده بود.

### ۲۹ سپتامبر ۲۰۰۷
نیروهای ائتلاف اکنون یک تجمع و راهپیمایی ترتیب دادند که از اردوگاه مقابل ساختمان کنگره شروع شد. حدود ۵۰۰۰ نفر راهپیمایی کردند. گروهی از معترضان، عمدتاً جوانان، بخش‌هایی از قانون اساسی و خیابان پنسیلوانیا، از جمله بخش‌هایی که در مسیر راهپیمایی نبودند را مسدود کردند. از ساعت ۲۰:۴۰ روز ۸شهریور، تظاهرکنندگان پس از بیش از ۴ ساعت اشغال خیابان، خیمه زده بودند و حرکت نکرده بودند.

### ۱۹ مارس ۲۰۰۸

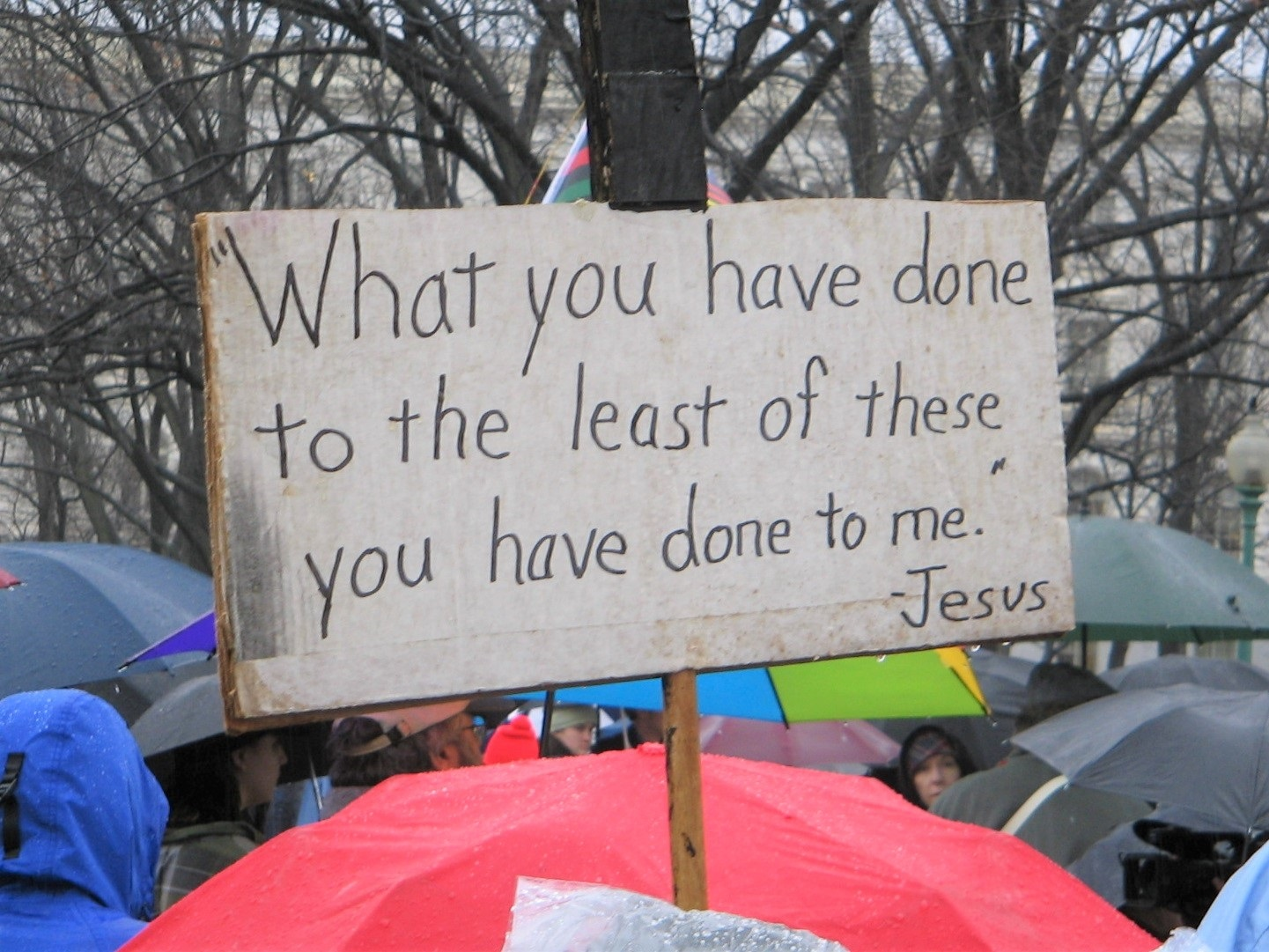
همچنین در چند روز منتهی به سالگرد پنج سالگی جنگ، تظاهراتی از جمله تظاهرات گروه‌های مسیحی در واشینگتن دی سی برگزار شد

هزاران معترض ضد جنگ در پنجمین سالگرد رهبری ایالات متحده از طریق واشینگتن دی سی راهپیمایی کردند حمله به عراق در سال۲۰۰۳, برخی پاشیدن رنگ قرمز در ادارات دولتی و درگیری با پلیس. معترضان از جمله بسیاری از جانبازان خواستار دستگیری جورج دبلیو بوش دیک چنی و وزیر امور خارجه کاندولیزا رایس بعنوان جنایتکاران جنگی شدند.
چندین اعتراض دیگر در روزهای منتهی به پنج سالگرد جنگ عراق برگزار شد. در ماه مارس، به واشینگتن دی سی. به عنوان مثال چندین کلیسا خدماتی را برای دعا برای امنیت نیروهای ایالات متحده و پایان جنگ برگزار کردند. در بعد از ظهر کلیسا به راهپیمایی به ساختمان اداری سنا هارت با هدف درخواست از سناتورهای ایالات متحده برای متوقف کردن تروریسم با بودجه ایالات متحده. دست کم چهل نفر از معترضان هنگام ورود به ساختمان دستگیر و شروع به دعا برای صلح کردند.

### ۲۱ مارس ۲۰۰۹
هزاران معترض از مرکز خرید در واشینگتن دی سی به سمت محوطه پنتاگون و سپس به منطقه کریستال سیتی آرلینگتون ویرجینیا راهپیمایی کردند. این منطقه از آرلینگتون محل دفاتر چندین پیمانکار دفاعی مانند کی‌بی‌آر و جنرال داینامیکس است. معترضان تابوت‌های ساختگی به نمایندگی از قربانیان درگیری‌های ایالات متحده را حمل کرده و در مقابل ساختمان‌های اداری قرار دادند. پلیس ایالت ویرجینیا و پلیس شهرستان آرلینگتون از معترضان استقبال کردند و گزارش دادند که هیچ دستگیری ای در این رابطه وجود ندارد. در میان معترضان گروهی از اعضای بلوک سیاه بودند.

### ۴ آوریل ۲۰۰۹
متحد برای صلح و عدالت در ۴ آوریل۲۰۰۹ در وال استریت راهپیمایی علیه هزینه‌های نظامی در عراق برگزار کرد.

### ۲۰ مارس ۲۰۱۰
در ۲۰ مارس۲۰۱۰، یک رویداد ضد جنگ در چند شهر در ایالات متحده در اعتراض به جنگ‌های ایالات متحده در افغانستان و عراق برگزار شد. این رویداد توسط ائتلاف پاسخ و با حمایت سایر بازیگران جامعه مدنی مانند اتحاد صلح توپانگا و تیم‌سازان سازماندهی شد. برنامه‌ریزی این رویداد آن را به هفتمین سالگرد آغاز حمله آمریکا به عراق در سال۲۰۰۳ مرتبط می‌کند. در واشینگتن، هزاران نفر از مقابل کاخ سفید راهپیمایی کردند، برخی از آنها تابوت‌هایی را حمل می‌کردند که با پرچم‌های مختلف پوشانده شده بودند تا نماد تلفات جنگ‌ها باشند. برخی دیگر با استفاده از هواپیماهای بدون سرنشین جنگی مقوایی حملات ساختگی به کاخ سفید را اجرا کردند. تظاهراتی موازی در هالیوود کالیفرنیا با نام "امریکا از افغانستان و عراق خارج شوید!". علاوه بر سازمان‌های غیردولتی بزرگ، این امر توسط سازمان‌های مردمی محلی مانند صدای کارگران لس‌آنجلس و شبکه صلح منطقه لانگ بیچ حمایت شد. هزاران نفر در ساعت ۲ بعد از ظهر به آرامی در بلوار هالیوود با لباس زامبی‌ها و دیگر ارواح راه افتادند.
|  |  |

### ۱۹ مارس ۲۰۱۱
بیش از ۱۰۰ معترض در خارج از کاخ سفید دستگیر شدند. معترضان بیشتری در هالیوود تجمع کردند.

## انتقاد
پیتر گلدرلوس، نویسنده و فعال آنارشیست، اعتراضات علیه جنگ عراق را به دلیل ناکارآمدی کامل آنها در توقف جنگ مورد انتقاد قرار داده‌است.